# دراغون 32
دراغون 32 أو دراغون 64 (بالإنجليزية: Dragon 64 / Dragon 32)‏، هي جهاز حاسوب منزلي، وهي من إنتاج شركة دراغون داتا البريطانية، صدرت جهاز الحاسوب في الأسواق، بتاريخ أغسطس 1982، وأعلنت إيقاف صناعة الجهاز نهائياً سنة 1987.